# Comuna Bordușani, Ialomița
Bordușani este o comună în județul Ialomița, Muntenia, România, formată din satele Bordușani (reședința) și Cegani. La est, comuna se învecinează cu localitatea constănțeană Seimeni.

## Poziție geografică
Comuna Bordușani este amplasata în zona de sud-est a județului Ialomița, pe malul stâng al Dunării, în apropierea municipiului Fetești (aflat la 14 km). Comuna este străbătută de brațul Borcea al Dunării, pe al cărui mal stâng se află cele două sate ale ei, pe lângă care trece șoseaua națională DN3B, care leagă Feteștiul de Giurgeni.
Prin extremitatea vestică a comunei trece calea ferată Fetești–Făurei (fără a fi deservită de vreo stație, cea mai apropiată fiind gara Fetești), și în paralel cu ea șoseaua județeană DJ212 care leagă Feteștiul de Țăndărei.

## Demografie
Componența etnică a comunei Bordușani
     Români (84,71%)
     Ruși lipoveni (3,96%)
     Romi (2,42%)
     Alte etnii (8,9%)
Componența confesională a comunei Bordușani
     Ortodocși (85,8%)
     Creștini de rit vechi (4,71%)
     Alte religii (0,41%)
     Necunoscută (9,08%)
Conform recensământului efectuat în 2021, populația comunei Bordușani se ridică la 4.414 locuitori, în scădere față de recensământul anterior din 2011, când fuseseră înregistrați 4.786 de locuitori. Majoritatea locuitorilor sunt români (84,71%), cu minorități de ruși lipoveni (3,96%) și romi (2,42%). Din punct de vedere confesional, majoritatea locuitorilor sunt ortodocși (85,8%), cu o minoritate de creștini de rit vechi (4,71%), iar pentru 9,08% nu se cunoaște apartenența confesională.

## Politică și administrație
Comuna Bordușani este administrată de un primar și un consiliu local compus din 13 consilieri. Primarul, Vasile-Bobocel Marin[*], de la Partidul Social Democrat, este în funcție din 2016. Începând cu alegerile locale din 2024, consiliul local are următoarea componență pe partide politice:
|  | Partid                          | Consilieri | Componența Consiliului | Componența Consiliului | Componența Consiliului | Componența Consiliului | Componența Consiliului | Componența Consiliului | Componența Consiliului | Componența Consiliului | Componența Consiliului | Componența Consiliului | Componența Consiliului |
|  | ------------------------------- | ---------- | ---------------------- | ---------------------- | ---------------------- | ---------------------- | ---------------------- | ---------------------- | ---------------------- | ---------------------- | ---------------------- | ---------------------- | ---------------------- |
|  | Partidul Social Democrat        | 11         |                        |                        |                        |                        |                        |                        |                        |                        |                        |                        |                        |
|  | Alianța pentru Unirea Românilor | 2          |                        |                        |                        |                        |                        |                        |                        |                        |                        |                        |                        |

## Istoric
La sfârșitul secolului al XIX-lea, comuna Bordușani făcea parte din plasa Ialomița-Balta a județului Ialomița și avea în compunere satele Bordușanii Mari, Bordușanii Mici și Lăteni, precum și cătunele Grindu-Pietriș și Movila-Cabălul, cu o populație totală de 1057 de locuitori. În comună funcționau două școli mixte, cu 76 de elevi (dintre care 27 de fete), precum și două biserici. Pe teritoriul actual al comunei mai funcționa la acea vreme în aceeași plasă și comuna Cegani, formată din satele Cegani și Pârțani, având în total 1200 de locuitori. Și aici funcționa o școală mixtă cu 50 de elevi și două biserici.
Anuarul Socec din 1925 consemnează comuna în plasa Fetești a aceluiași județ, având 1902 locuitori, toți în satul Bordușani, în care au fost comasate toate satele existente anterior. Comuna Cegani, din aceeași plasă Fetești, a suferit un fenomen similar, satul Cegani absorbind satul Pârțani, iar comuna având la acea vreme 1525 de locuitori.
În 1950, cele două comune au fost incluse în raionul Fetești din regiunea Ialomița și apoi (după 1952) din regiunea București, între timp comuna Cegani fiind desființată și inclusă în comuna Bordușani. În 1968, comuna a revenit la județul Ialomița.

## Monumente
Lista monumentelor istorice din județul Ialomița conține, pe teritoriul comunei Bordușani, un sit arheologic de interes național și trei monumente de arhitectură de interes local. Situl arheologic, denumit Popina Bordușani, unde s-au descoperit o așezare din perioada Latène, precum și un tell neolitic aparținând culturii Gumelnița. Cele trei monumente de arhitectură sunt moara, datând din 1920, școala din 1924 și biserica Sfântul Nicolae, datând din anii 1895–1898.

## Personalități
- Eugen H. Rădulescu (1904-1993), inginer agronom, membru titular al Academiei Române;
- Vasile Mănăilă⁠(d) (n. 1962), fotbalist;
- Nicolae Nitzulescu (1837 - 1904), teolog.